# Pilot 113 SE
Pilot 113 SE är en svensk lotsbåt som byggdes 2001 som Tjb 113 av Marine Alutech Oy Ab i Tykö i Finland för Sjöfartsverket i Norrköping. Tjb 113 stationerades vid Varbergs lotsplats. År 2005 döptes båten om till Pilot 113 SE.